# Richard D. Alexander
Richard D. Alexander (18 de novembro de 1929 - 20 de agosto de 2018) foi um zoólogo norte-americano que foi professor na Universidade de Michigan e curador do museu de zoologia da universidade em Ann Arbor, Michigan. Suas atividades científicas integraram os campos da sistemática, ecologia, evolução, história natural e comportamento. Os organismos salientes em sua pesquisa são de amplo espectro, desde os ortópteros (gafanhotos, catídeos e grilos) e cicadídeos (cigarras) aos vertebrados: cães, cavalos e primatas, incluindo humanos.

## Biografia
Alexander obteve um diploma no Blackburn College (Carlinville, Illinois) em 1948, um bacharelado em educação (biologia) e um PhD na Ohio State University em 1956. Ele ingressou no corpo docente da Universidade de Michigan em 1957. Ele foi o Professor Donald Ward Tinkle de Biologia Evolutiva de 1984 a 1989 e foi nomeado o Distinto Professor Universitário de Biologia Evolutiva Theodore H. Hubbell em 1989. Ele atuou como diretor do Museu de Zoologia de 1993-98. Alexander lecionou por mais de 40 anos em dois cursos de graduação em semestres alternativos de outono: ecologia evolutiva e evolução e comportamento; durante esses semestres, ele dedicou todo o seu tempo para preparar seus materiais de aula - novos e atualizados a cada ano - que incluíam muitas novidades, ideias provocativas de seus próprios alunos e colegas de universidade; entre os quais o Prof. Donald W. Tinkle, curador de herpetologia da UMMZ e biólogo evolucionista, foi muito proeminente até sua morte em 1980. Suas palestras de curso foram talvez as mais populares nas escolas de ciências naturais e recursos naturais da universidade e muitas vezes foram assistidas por outros membros do corpo docente e estudantes visitantes, incluindo muitos das ciências sociais (antropologia, geografia, sociologia, psicologia, etc.).
Em 1974 ele criou um modelo detalhado para um vertebrado eussocial, não tendo ideia da existência de um mamífero com essas características. Descobriu-se que seu hipotético roedor eussocial era uma "descrição perfeita" do rato-toupeira pelado (Heterocephalus glaber).

## Publicações
As publicações de Alexander eram relacionadas à evolução do comportamento e sua relação com a natureza humana. Após sua aposentadoria em 2000, ele dedicou a maior parte de seu tempo à sua fazenda de cavalos.
Livros:
- Darwinism and Human Affairs. Seattle: U. Washington Press.ISBN 0-295-95641-0, 1979.
- The Biology of Moral Systems. Nova York: Aldine De Gruyter.ISBN 0-202-01174-7ISBN 0-202-01174-7, 1987
- Natural Selection and Social Behavior. Recent Research and New Theory Nova York: Chiron Press. com DW Tinkle (eds.). 1981